# せりか書房
せりか書房（せりかしょぼう）は、東京都千代田区に本社を置く日本の出版社。

## 概略
佐伯治によって1967年、設立された。「せりか」は、絹を意味するギリシア語（シルクの語源）。
文化活動家・編集者であった久保覚が初代編集長である。
『エリアーデ著作集』全13巻を筆頭に、中沢新一、ジュリア・クリステヴァ、バフチン、ロシア・フォルマリズム、ギンズブルグ、イーフー・トゥアンなど、とりわけ哲学・宗教・思想といった人文系の専門書を数多く出版している。
かつては翻訳書が中心だったが、最近は日本人の著作が多い。

## 本社
〒112-0011 東京都文京区千石1-29-12 深沢ビル2階